# Martin Brodeur
Martin Pierre Brodeur (* 6. května 1972, Montréal, Québec, Kanada) je bývalý kanadský hokejový brankář, naposledy hrál kanadsko-americkou National Hockey League za tým St. Louis Blues. U příležitosti 100. výročí NHL byl v lednu 2017 vybrán jako jeden ze sta nejlepších hráčů historie ligy.

## Život
Martin je synem Denise Brodeura, který pomohl kanadské reprezentaci na olympijských hrách v roce 1956 k zisku bronzové medaile.

## Hráčská kariéra

### NHL
V roce 1990 byl draftován do NHL klubem New Jersey Devils. První odehraný zápas si však odbyl v roce 1993, ve svých 22 letech. Velmi rychle se vyšplhal na pozici jedničky v klubu. Ve své druhé sezóně byl obsazen do All Star Team nováčků a byl oceněn Calder Memorial Trophy. V roce 1995 vyzvedl poprvé nad hlavu vytoužený Stanley Cup. Od sezóny 1996 byl každoročně nominován do All Star Game, až do roku 2004 a poté i v roce 2007. Za další vydařené sezóny v letech 1997, 1998, 2003 a 2004, byl odměněn William M. Jennings Trophy. A o tři roky později, v roce 2000 získává svůj druhý Stanley Cup. Třetí nejstarší trofej – Vezina Trophy, získal 4x v letech 2003, 2004, 2007 a 2008.
V lednu 2015 ukončil profesionální kariéru v dresu St. Louis Blues.

### Reprezentace
Reprezentační kariéru začal v roce 1996, a to na mistrovství světa. Zde napomohl kanadskému týmu k stříbrné medaili. Další možnost boje o medaile měl Martin na světovém poháru v roce 1996, kde Kanadě uteklo první místo, když prohrála ve finále s USA. V roce 1998 na olympijských hrách Kanada skončila na čtvrtém místě. Na následující olympiádě se karta obrátila a Martin s reprezentací získal nejcennější kov, když porazili USA. Na světovém poháru v roce 2004 se Martin opět postavil mezi tyče a nyní vybojoval se svým týmem opět zlatou medaili. Mistrovství světa ve Vídni o rok později, přineslo smutek ve finále, kde se Kanada setkala s týmem z České republiky. Toho dne Kanada prohrála 0:3. Poslední olympijské hry v roce 2006 přinesly opět velké zklamání a to sedmým místem v konečném pořadí. Na dalších ZOH ve Vancouveru si však spravil chuť, když jako brankářská dvojka po Robertu Luongovi, pomohl Kanadě k zisku zlatých medailí.

## Prvenství
- Debut v NHL – 26. března 1992 (New Jersey Devils proti Boston Bruins)
- První inkasovaný gól v NHL – 26. března 1992 (New Jersey Devils proti Boston Bruins, kanadským útočníkem Joé Juneau)
- První vychytaná nula v NHL – 20. října 1993 (New Jersey Devils proti Mighty Ducks of Anaheim)

## Rekordy
- 125 utkání bez inkasovaného gólu – rekord NHL[5]
- Jako první (a zatím jediný) hokejový brankář střelil za svou kariéru tři góly.

## Statistiky

### Základní části
| Sezona         | Tým                   | Liga           | Z                    | V                    | P                    | R                    | Pvp                  | MIN                  | OG                   | ČK                   | POG                  | %ChS                 |                      |
| -------------- | --------------------- | -------------- | -------------------- | -------------------- | -------------------- | -------------------- | -------------------- | -------------------- | -------------------- | -------------------- | -------------------- | -------------------- | -------------------- |
| 1989–90        | Saint-Hyacinthe Laser | QMJHL          | 42                   | 23                   | 13                   | 2                    | —                    | 2333                 | 156                  | 0                    | 4.01                 | —                    |                      |
| 1990–91        | Saint-Hyacinthe Laser | QMJHL          | 52                   | 22                   | 24                   | 4                    | —                    | 2946                 | 162                  | 2                    | 3.30                 | —                    |                      |
| 1991–92        | Saint-Hyacinthe Laser | QMJHL          | 48                   | 27                   | 16                   | 4                    | —                    | 2846                 | 161                  | 2                    | 3.39                 | —                    |                      |
| 1991–92        | New Jersey Devils     | NHL            | 4                    | 2                    | 1                    | 0                    | —                    | 179                  | 10                   | 0                    | 3.35                 | .882                 |                      |
| 1992–93        | Utica Devils          | AHL            | 32                   | 14                   | 13                   | 5                    | —                    | 1952                 | 131                  | 0                    | 4.03                 | .884                 |                      |
| 1993–94        | New Jersey Devils     | NHL            | 47                   | 27                   | 11                   | 8                    | —                    | 2625                 | 105                  | 3                    | 2.40                 | .915                 |                      |
| 1994–95        | New Jersey Devils     | NHL            | 40                   | 19                   | 11                   | 6                    | —                    | 2184                 | 89                   | 3                    | 2.45                 | .902                 |                      |
| 1995–96        | New Jersey Devils     | NHL            | 77                   | 34                   | 30                   | 12                   | —                    | 4433                 | 173                  | 6                    | 2.34                 | .911                 |                      |
| 1996–97        | New Jersey Devils     | NHL            | 67                   | 37                   | 14                   | 13                   | —                    | 3838                 | 120                  | 10                   | 1.88                 | .927                 |                      |
| 1997–98        | New Jersey Devils     | NHL            | 70                   | 43                   | 17                   | 8                    | —                    | 4128                 | 130                  | 10                   | 1.89                 | .917                 |                      |
| 1998–99        | New Jersey Devils     | NHL            | 70                   | 39                   | 21                   | 10                   | —                    | 4239                 | 162                  | 4                    | 2.29                 | .906                 |                      |
| 1999–00        | New Jersey Devils     | NHL            | 72                   | 43                   | 20                   | 8                    | —                    | 4312                 | 161                  | 6                    | 2.24                 | .910                 |                      |
| 2000–01        | New Jersey Devils     | NHL            | 72                   | 42                   | 17                   | 11                   | —                    | 4297                 | 166                  | 9                    | 2.32                 | .906                 |                      |
| 2001–02        | New Jersey Devils     | NHL            | 73                   | 38                   | 26                   | 9                    | —                    | 4347                 | 156                  | 4                    | 2.15                 | .906                 |                      |
| 2002–03        | New Jersey Devils     | NHL            | 73                   | 41                   | 23                   | 9                    | —                    | 4374                 | 147                  | 9                    | 2.02                 | .914                 |                      |
| 2003–04        | New Jersey Devils     | NHL            | 75                   | 38                   | 26                   | 11                   | —                    | 4555                 | 154                  | 11                   | 2.03                 | .917                 |                      |
| 2004–05        | New Jersey Devils     | NHL            | Nehrál, výluka v NHL | Nehrál, výluka v NHL | Nehrál, výluka v NHL | Nehrál, výluka v NHL | Nehrál, výluka v NHL | Nehrál, výluka v NHL | Nehrál, výluka v NHL | Nehrál, výluka v NHL | Nehrál, výluka v NHL | Nehrál, výluka v NHL | Nehrál, výluka v NHL |
| 2005–06        | New Jersey Devils     | NHL            | 73                   | 43                   | 23                   | —                    | 7                    | 4365                 | 187                  | 5                    | 2.57                 | .911                 |                      |
| 2006–07        | New Jersey Devils     | NHL            | 78                   | 48                   | 23                   | —                    | 7                    | 4697                 | 171                  | 12                   | 2.18                 | .922                 |                      |
| 2007–08        | New Jersey Devils     | NHL            | 77                   | 44                   | 27                   | —                    | 6                    | 4635                 | 168                  | 4                    | 2.17                 | .920                 |                      |
| 2008–09        | New Jersey Devils     | NHL            | 31                   | 19                   | 9                    | —                    | 3                    | 1814                 | 73                   | 5                    | 2.41                 | .916                 |                      |
| 2009–10        | New Jersey Devils     | NHL            | 77                   | 45                   | 25                   | —                    | 6                    | 4499                 | 168                  | 9                    | 2.24                 | .916                 |                      |
| 2010–11        | New Jersey Devils     | NHL            | 56                   | 23                   | 26                   | —                    | 3                    | 3116                 | 172                  | 6                    | 2.45                 | .903                 |                      |
| 2011–12        | New Jersey Devils     | NHL            | 59                   | 31                   | 21                   | —                    | 4                    | 3392                 | 136                  | 4                    | 2.41                 | .908                 |                      |
| 2012–13        | New Jersey Devils     | NHL            | 29                   | 13                   | 9                    | —                    | 7                    | 1757                 | 65                   | 2                    | 2.22                 | .901                 |                      |
| 2013–14        | New Jersey Devils     | NHL            | 39                   | 19                   | 14                   | —                    | 6                    | 2297                 | 96                   | 3                    | 2.51                 | .901                 |                      |
| 2014–15        | St. Louis Blues       | NHL            | 7                    | 3                    | 3                    | —                    | 0                    | 356                  | 17                   | 1                    | 2.87                 | .899                 |                      |
| Celkem v NHL   | Celkem v NHL          | Celkem v NHL   | 1266                 | 691                  | 397                  | 105                  | 49                   | 74,438               | 2,781                | 125                  | 2.24                 | .912                 |                      |
| Celkem v AHL   | Celkem v AHL          | Celkem v AHL   | 32                   | 14                   | 13                   | 5                    | —                    | 1952                 | 131                  | 0                    | 4.03                 | .884                 |                      |
| Celkem v QMJHL | Celkem v QMJHL        | Celkem v QMJHL | 142                  | 72                   | 53                   | —                    | —                    | 8125                 | 479                  | 4                    | 3.54                 | —                    |                      |

### Play-off
| Sezona         | Tým                   | Liga           | Z   | V   | P  | MIN    | OG  | ČK | POG  | %ChS |
| -------------- | --------------------- | -------------- | --- | --- | -- | ------ | --- | -- | ---- | ---- |
| 1989–90        | Saint-Hyacinthe Laser | QMJHL          | 12  | 5   | 7  | 678    | 46  | 0  | 4.07 | —    |
| 1990–91        | Saint-Hyacinthe Laser | QMJHL          | 4   | 0   | 4  | 232    | 16  | 0  | 4.14 | —    |
| 1991–92        | Saint-Hyacinthe Laser | QMJHL          | 5   | 2   | 3  | 317    | 14  | 0  | 2.65 | —    |
| 1991–92        | New Jersey Devils     | NHL            | 1   | 0   | 1  | 32     | 3   | 0  | 5.62 | .800 |
| 1992–93        | Utica Devils          | AHL            | 4   | 1   | 3  | 258    | 18  | 0  | 4.18 | —    |
| 1993–94        | New Jersey Devils     | NHL            | 17  | 8   | 9  | 1171   | 38  | 1  | 1.95 | .928 |
| 1994–95        | New Jersey Devils     | NHL            | 20  | 16  | 4  | 1222   | 34  | 3  | 1.67 | .927 |
| 1996–97        | New Jersey Devils     | NHL            | 10  | 5   | 5  | 659    | 19  | 2  | 1.73 | .929 |
| 1997–98        | New Jersey Devils     | NHL            | 6   | 2   | 4  | 366    | 12  | 0  | 1.97 | .927 |
| 1998–99        | New Jersey Devils     | NHL            | 7   | 3   | 4  | 425    | 20  | 0  | 2.83 | .856 |
| 1999–00        | New Jersey Devils     | NHL            | 23  | 16  | 7  | 1450   | 39  | 2  | 1.61 | .927 |
| 2000–01        | New Jersey Devils     | NHL            | 25  | 15  | 10 | 1505   | 52  | 4  | 2.07 | .897 |
| 2001–02        | New Jersey Devils     | NHL            | 6   | 2   | 4  | 381    | 9   | 1  | 1.42 | .938 |
| 2002–03        | New Jersey Devils     | NHL            | 24  | 16  | 8  | 1491   | 41  | 7  | 1.65 | .934 |
| 2003–04        | New Jersey Devils     | NHL            | 5   | 1   | 4  | 298    | 13  | 0  | 2.62 | .902 |
| 2005–06        | New Jersey Devils     | NHL            | 9   | 5   | 4  | 473    | 20  | 1  | 2.25 | .923 |
| 2006–07        | New Jersey Devils     | NHL            | 11  | 5   | 6  | 688    | 28  | 1  | 2.44 | .916 |
| 2007–08        | New Jersey Devils     | NHL            | 5   | 1   | 4  | 300    | 16  | 0  | 3.19 | .891 |
| 2008–09        | New Jersey Devils     | NHL            | 7   | 3   | 4  | 427    | 17  | 1  | 2.39 | .929 |
| 2009–10        | New Jersey Devils     | NHL            | 5   | 1   | 4  | 299    | 15  | 0  | 3.01 | .881 |
| 2011–12        | New Jersey Devils     | NHL            | 24  | 14  | 9  | 1471   | 52  | 1  | 2.12 | .917 |
| Celkem v NHL   | Celkem v NHL          | Celkem v NHL   | 205 | 113 | 91 | 12,717 | 428 | 24 | 2.02 | .919 |
| Celkem v AHL   | Celkem v AHL          | Celkem v AHL   | 4   | 1   | 3  | 258    | 18  | 0  | 4.18 | —    |
| Celkem v QMJHL | Celkem v QMJHL        | Celkem v QMJHL | 21  | 7   | 14 | 1227   | 76  | 0  | 3.71 | —    |

### Reprezentace
| Rok                       | Tým                       | Soutěž                    | Z  | V  | P | R | MIN  | OG | ČK | POG  | %ChS |
| ------------------------- | ------------------------- | ------------------------- | -- | -- | - | - | ---- | -- | -- | ---- | ---- |
| 1996                      | Kanada                    | MS                        | 3  | 0  | 1 | 1 | 140  | 8  | 0  | 3.43 | —    |
| 1996                      | Kanada                    | SP                        | 2  | 0  | 1 | 0 | 60   | 4  | 0  | 4.00 | —    |
| 1998                      | Kanada                    | OH                        | 0  | 0  | 0 | 0 | 0    | 0  | 0  | —    | —    |
| 2002                      | Kanada                    | OH                        | 5  | 4  | 0 | 1 | 300  | 9  | 0  | 1.80 | .917 |
| 2004                      | Kanada                    | SP                        | 5  | 5  | 0 | 0 | 300  | 5  | 1  | 1.00 | .961 |
| 2005                      | Kanada                    | MS                        | 7  | 5  | 2 | 0 | 419  | 20 | 0  | 2.87 | .908 |
| 2006                      | Kanada                    | OH                        | 4  | 2  | 2 | 0 | 238  | 8  | 0  | 2.01 | .923 |
| 2010                      | Kanada                    | OH                        | 2  | 1  | 1 | 0 | 124  | 6  | 0  | 2.90 | .867 |
| Seniorská kariéra celkově | Seniorská kariéra celkově | Seniorská kariéra celkově | 29 | 17 | 7 | 2 | 1601 | 60 | 1  | 2.25 | —    |